# Ludwinów (powiat buski)
Ludwinów – wieś w Polsce, położona w województwie świętokrzyskim, w powiecie buskim, w gminie Solec-Zdrój.
| SIMC    | Nazwa   | Rodzaj    |
| ------- | ------- | --------- |
| 0270863 | Golgota | część wsi |
| 0270870 | W Polu  | część wsi |

W latach 1975–1998 miejscowość należała administracyjnie do województwa kieleckiego.